# Henrik 2. af Østrig
Heinrich II Jasomirgott (født 1107, død 13. januar 1177 i Wien) var pfalzgreve ved Rhinen 1140-1141, markgreve af Ostarrîchi 1141-1156, hertug af Bayern 1143-1156, hertug af Østrig 1156-1177 af slægten Babenberg.
Som søn af markgreve Leopold III blev han pfalzgreve, til han efter sin barnløse bror Leopold IV's overraskende død overtog titlen som hertug af Bayern og markgreve af Østrig. Han havde residens i Regensburg.
I 1147 deltog han i det andet korstog som hertug af Bayern, som endte d. 26. oktober 1147 med en katastrofe ved floden Tembris i Anatolien. Kun få ryttere kunne redde sig ved en hurtig flugt, derunder Heinrich II og også den unge rytter Friedrich von Schwaben, som senere blev tysk konge og kejser Frederik Barbarossa. Heinrich giftede sig med Theodora Kommena, den byzantiske prinsesse og niece til den byzantinske kejser Manuel I.
I forbindelse med den welfisk-staufiske konflikt havde Welferen Henrik den Stolte mistet sit hertugskab af Bayern af kong Konrad III i 1138, og det gik til Babenbergerne. Den nye kejser Frederik I forsøgte at mægle med Welferne og forlenede i 1156 Bayern til Henrik den Stoltes søn Henrik Løve. Nu måtte man finde en erstatning for Babenbergerne: Den var det såkaldte Privilegium minus, gennem hvilket Østrig blev uafhængig fra Bayern og et selvstændigt hertugdømme.
Modsat sin far, der regerede mest i Klosterneuburg, ophøjede han i 1145 Wien til sin residensby. Først nu overgik Wien byer som Krems, Melk og Klosterneuburg og blev fra da af landets hovedstad. I 1147 blev også Stephansdom færdigbygget som øjensynligt bevis på byens status og betydning. D. 8. juni 1147 blev den lille, romanske kirke uden for bymurene, indviet. I 1155 stiftede han også direkte over for sin residens Schottenkirken. Kirken fik navn efter de irske munke, der byggede den og som man troede var skotter. På ydremuren af Scottenkirken står en statue af ham.
Fra d. 1. maj 1142 til 1143 blev han gift med Gertrud, den eneste datter af kejser Lothars III og senere med Theodora Komnena, en niece af den østromerske kejser Manuel I. Begge ægteskabertaler fik betydning for slægten.
Hans bror, Otto af Freising, var biskop af Freising og en betydende historieskriver.
Tilnavnet Jasomirgott kom i det 13. århundrede i formen Jochsamergott. Man tror, at det kommer af en forkludring af et arabisk ord og bringer det i forbindelse med hans deltagen i det andet korstog i 1147. En populær legende fortæller, at det stammer fra en afledning af ordene "Ja so mir Gott helfe" ("Ja, Gud hjælpe mig").
I slutningen af november 1176 kom han ud for et uheld ved Melk, da en rådden træbro brød sammen under hans hest, og han pådrog sig et åbent lårbensbrud, som han døde af d. 13. januar i Wien. Han blev efter sit sidste ønske bisat i Schottenkirken.

## Literatur
- Eberhard Holz / Wolfgang Huschner (Hrsg.): Deutsche Fürsten des Mittelalters. Edition Leipzig, Leipzig 1995, ISBN 3-361-00437-3.